# Södvik
Södvik är en småort i Borgholms kommun, Kalmar län. Södvik ligger i Persnäs socken på norra Öland med fiskeorten Sandvik på västra sidan mot Kalmarsund. Sydöst om Södvik ligger Södviken och Vässby fjärd med naturreservat och fågelskyddsområde mot Östersjön, där man även kan finna lämningar av tidigare bebyggelse. Strax söder om orten står ett stenkors. I Södvik finns flera butiker, bland annat en lanthandel samt möbeltillverkning.